# Société d’Exploitation de Liège et Verviers
De Société d’Exploitation de Liège et Verviers, afkorting SELV, was een vervoerbedrijf dat stads- en streekvervoer exploiteerde in de gemeenten Verviers en Luik.

## Geschiedenis
In 1990 werd het bedrijf tijdelijk opgericht door een fusie van STIL en STIV om de overgang van een nieuwe exploitatiemaatschappij voor de provincie Luik makkelijker te maken. Vanaf 1 januari 1991 was het bedrijf operationeel en op 21 juni 1991 fuseerde het bedrijf met de groep Luik van NMVB tot TEC Luik-Verviers dat onderdeel van het Waalse bedrijf TEC werd. Sindsdien verdween langzaamaan het bedrijf uit het straatbeeld en bestaan er in België nog maar drie nationale vervoersbedrijven, met uitzondering van de pachters.

## Exploitatie
SELV exploiteerde verschillende buslijnen in de gemeente Verviers en Luik. Dit gebeurde veelal met het oude materiaal van voorgaande vervoerders. Naast eigen exploitatie verpachtte SELV ook enkele buslijnen aan een aantal pachters. Toen SELV ging fuseren met Groep Luik tot TEC Luik-Verviers werd het oude materiaal langzaamaan vervangen door nieuw materiaal.

## Huisstijl
Door het korte bestaan van het bedrijf was er niet echt een centrale huisstijl maar werden de huisstijlen gebruikt van de oude vervoersbedrijven.